# Équipe du Soudan de football
Cet article traite de l'équipe masculine. Pour l'équipe féminine, voir Équipe du Soudan féminine de football.
Ne doit pas être confondu avec Équipe du Soudan du Sud de football.
Maillots
Actualités
L'équipe du Soudan de football est constituée par une sélection des meilleurs joueurs soudanais sous l'égide de la Fédération du Soudan de football. Elle remporte la coupe d'Afrique des nations en 1970, organisée à domicile.

## Histoire

### Les débuts du Soudan
L'équipe du Soudan de football est constituée par une sélection des meilleurs joueurs soudanais sous l'égide de la Fédération du Soudan de football. L’équipe nationale est surnommée « Les Faucons de Jediane » ou « Les Crocodiles du Nil ». La Fédération du Soudan de football est fondée en 1936. Elle est affiliée à la FIFA depuis 1948. Le premier match officiel du Soudan fut joué en Éthiopie, contre l’Éthiopie, le 16 novembre 1956, qui se solda par une défaite soudanaise sur le score de 2 buts à 1. La Fédération du Soudan de football est membre de la Confédération africaine de football depuis 1957. Pour la première CAN, organisé au Soudan, il est battu par l’Égypte (1-2, but de Manzoul), et prend la troisième place. En 1959, il perd en finale contre l’Égypte malgré le but de Manzoul (1-2), après avoir battu l’Éthiopie (1-0, but de Darissa). En 1963, avec le forfait du Kenya, il fait match nul contre l’Égypte (2-2, doublé de Jaksa) et bat le Nigeria (4-0, doublé de Jaksa et buts de El Kawarti et de Jakdoul) au premier tour, mais perd encore en finale contre le Ghana (0-3). Il a échoué au tour préliminaire de la CAN en 1962, 1965, 1968. La plus large victoire du Soudan fut enregistrée en Égypte contre l’Oman, qui se solda par un 15 buts à 0 pour les soudanais, le 2 septembre 1965. Le Soudan n’est pas inscrit pour les éditions 1930, 1934, 1938, 1950, 1954 de la Coupe du monde. Il est forfait pour les éditions 1958, 1962, 1966.

### Coupe d’Afrique des Nations 1970: Premier trophée africain
Après avoir organisé la première Coupe d’Afrique des Nations en 1957, le Soudan est à nouveau en 1970, le pays organisateur de la septième CAN. Au premier tour, il remporte deux victoires contre le Cameroun (2-1, buts de Djaksa et de Hasabu) et l’Éthiopie (3-0, buts de Gagarine, de Hasabu, de Djaksa) et concède une défaite contre la Côte d'Ivoire (0-1), puis bat en demi l’Égypte (2-1, doublé de El-Issed). En finale, il bat le Ghana 1 but à 0 grâce au but de El-Issed.

### Période:1970à1978
Pour les eliminatoires de la Coupe du monde 1970, l'équipe du Soudan de football bat au premier tour la Zambie, puis l’Éthiopie, mais perd au tour final contre le Maroc et le Nigeria. Fort de son titre en 1970 de champion d’Afrique, elle est attendue en 1972, et ne confirme pas en se faisant éliminer au premier tour de la CAN réalisant deux matchs nuls contre le Maroc (1-1, but de Bushara) et le Zaïre (1-1, but de Hasabu) et subissant une défaite contre le Congo (2-4, buts de Kamal et de Hasabu). Elle ne participe pas à la CAN 1974. Pour la Coupe du monde 1974, elle est battue par le Kenya au premier tour des éliminatoires (0-2 ; 1-0). À la CAN 1976, elle est encore éliminée au premier tour en réalisant deux matchs nuls contre le Maroc (2-2, doublé de Gagarine) et le Zaïre (1-1, but de Gagarine) et concédant une défaite contre le Nigeria (0-1).

### Période: 1978 à 2007; Un long passage à vide
La plus large défaite de l'équipe du Soudan de football fut enregistrée à Séoul, contre la Corée du Sud, le 10 septembre 1979, qui se solda par une défaite soudanaise sur le score de 8 buts à 0. La Coupe CECAFA des nations oppose les nations d'Afrique Centrale et d'Afrique de l'Est. L'équipe du Soudan de football l’a remporté en 1980 contre la Tanzanie, 2006 contre la Zambie, 2007 contre le Rwanda, et fut finaliste en 1990, battu par l’Ouganda, de même en 1996. Pour la CAN, elle est forfait en 1978, 1986, 1998. Elle n’est pas inscrite en 1982 et en 2000. Elle a échoué au tour préliminaire de la CAN en 1980, 1984, 1988, 1990, 1992, 1994, 1996, 2002, 2004, 2006. Elle est forfait pour les éditions de la Coupe du monde 1978 et 1994. Pour la Coupe du monde 1982, elle est battue au second tour par l’Algérie. Pour la Coupe du monde 1986, elle est battue au premier tour par l’Angola. Pour la Coupe du monde 1990, elle est battue par l’Angola au premier tour. Pour la Coupe du monde 1998, l'équipe du Soudan de football est battue par la Zambie au premier tour. Pour la Coupe du monde 2002, elle est battue au tour final, 3e sur 5, derrière le Nigeria et le Liberia, devant le Ghana et la Sierra Leone. Pour la Coupe du monde 2006, elle est battue au tour final, 5e sur 6, derrière Côte d’Ivoire, Cameroun, Libye et Égypte devant le Bénin.

### Période: 2007-2012; retour sur la scène africaine
En 2007, à la Coupe CECAFA, au premier tour, l'équipe du Soudan de football réalise deux matchs nuls contre Zanzibar et l’Éthiopie et une victoire sur la Tanzanie en quarts, puis en demi du Burundi et en finale le Rwanda. Le meilleur buteur de la compétition avec 6 buts est un soudanais, Abdelhamid Amari. Cela faisait 32 ans que le Soudan n’avait plus participé à la CAN, la dernière fois c’était en 1976. Mais à la CAN 2008, ce retour fut bref car dans le groupe dans lequel il était, il a concédé trois défaites contre le Cameroun (0-3), la Zambie (0-3) et l’Égypte (0-3), sans marquer le moindre but. Pour la CAN 2010 et la Coupe du monde 2010, l'équipe du Soudan de football se trouve dans le groupe du Tchad, du Mali et du Congo.
Le Soudan réalise l'une de ses meilleures Coupe d'Afrique des nations lors de l'édition 2012 où il franchit le premier tour en terminant 2e du groupe B juste derrière la Côte d'Ivoire, avant de s'incliner en quarts de finale contre la Zambie (0-3), futur vainqueur de la compétition.

### Période: 2012-2021: une sélection en grande difficulté
Les années suivantes, le Soudan ne se qualifie plus pour aucune phase finale continentale et ne connaît pas davantage de réussite durant les phases qualificatives de Coupe du monde, réalisant souvent des performances décevantes.
Toutefois il passe avec succès le premier tour des éliminatoires du Mondial 2022 grâce à un succès à l'extérieur sur le Tchad (3-1) combiné à un nul à domicile au retour (0-0) contre ce même adversaire. Par ailleurs, le Soudan conserve des chances de qualification pour la CAN 2022, ce qui signerait son retour après 4 éditions consécutives manquées, puisqu'il ne compte que 3 points de retard sur les deux premiers du groupe à deux journées de la fin des éliminatoires, avec un bilan provisoire de 2 succès (dont un à domicile 1-0 contre le Ghana le favori du groupe) et 2 défaites, soit un de ses meilleurs parcours de qualification récents depuis plusieurs années.

### Depuis 2021: Qualification pour La CAN 2022
Le Soudan remporte ses 2 dernières rencontres qualificatives, dont le match décisif à domicile contre l'Afrique du Sud lors de la dernière journée (2-0), validant son billet pour la CAN 2022 aux dépens des Bafana Bafana, devancés de deux points au classement. Les Crocodiles du Nil signent ainsi leur retour en phase finale de Coupe d'Afrique des nations après dix ans d'absence.

## Équipementier
Depuis 2023, AB Sport est l'équipementier de l'équipe nationale.

## Palmarès

### Classement FIFA
| Année              | 1993 | 1994 | 1995 | 1996 | 1997 | 1998 | 1999 | 2000 | 2001 | 2002 | 2003 | 2004 | 2005 | 2006 | 2007 | 2008 | 2009 | 2010 | 2011 | 2012 | 2013 | 2014 | 2015 | 2016 | 2017 | 2018 | 2019 | 2020 | 2021 | 2022 | 2023 | 2024 |
| ------------------ | ---- | ---- | ---- | ---- | ---- | ---- | ---- | ---- | ---- | ---- | ---- | ---- | ---- | ---- | ---- | ---- | ---- | ---- | ---- | ---- | ---- | ---- | ---- | ---- | ---- | ---- | ---- | ---- | ---- | ---- | ---- | ---- |
| Classement mondial | 119  | 116  | 86   | 74   | 108  | 114  | 132  | 132  | 118  | 106  | 103  | 114  | 92   | 120  | 92   | 93   | 108  | 92   | 113  | 101  | 119  | 110  | 134  | 135  | 136  | 127  | 128  | 127  | 125  | 128  | 128  |      |

### Parcours enCoupe du monde
| Année | Position      |      | Année         | Position |                        | Année | Position |
| 1930  | Non inscrite  | 1974 | Non qualifiée | 2010     | Non qualifiée          |       |          |
| 1934  | Non inscrite  | 1978 | Forfait       | 2014     | Non qualifiée          |       |          |
| 1938  | Non inscrite  | 1982 | Non qualifiée | 2018     | Non qualifiée          |       |          |
| 1950  | Non inscrite  | 1986 | Non qualifiée | 2022     | Non qualifiée          |       |          |
| 1954  | Non inscrite  | 1990 | Non qualifiée | 2026     | Éliminatoires en cours |       |          |
| 1958  | Forfait       | 1994 | Forfait       | 2030     | À venir                |       |          |
| 1962  | Forfait       | 1998 | Non qualifiée | 2034     | À venir                |       |          |
| 1966  | Non qualifiée | 2002 | Non qualifiée |          |                        |       |          |
| 1970  | Non qualifiée | 2006 | Non qualifiée |          |                        |       |          |

### Parcours enCoupe d'Afrique
| Année | Position          |      | Année             | Position |                   | Année | Position |
| 1957  | Demi-finale       | 1982 | Non inscrite      | 2006     | Tour préliminaire |       |          |
| 1959  | Finaliste         | 1984 | Tour préliminaire | 2008     | 1er tour          |       |          |
| 1962  | Tour préliminaire | 1986 | Forfait           | 2010     | Tour préliminaire |       |          |
| 1963  | Finaliste         | 1988 | Tour préliminaire | 2012     | Quarts de finale  |       |          |
| 1965  | Tour préliminaire | 1990 | Tour préliminaire | 2013     | Tour préliminaire |       |          |
| 1968  | Tour préliminaire | 1992 | Tour préliminaire | 2015     | Tour préliminaire |       |          |
| 1970  | Vainqueur         | 1994 | Tour préliminaire | 2017     | Tour préliminaire |       |          |
| 1972  | 1er tour          | 1996 | Tour préliminaire | 2019     | Tour préliminaire |       |          |
| 1974  | Tour préliminaire | 1998 | Forfait           | 2021     | 1er tour          |       |          |
| 1976  | 1er tour          | 2000 | Non inscrite      | 2023     | Tour préliminaire |       |          |
| 1978  | Forfait           | 2002 | Tour préliminaire | 2025     | Qualifié          |       |          |
| 1980  | Tour préliminaire | 2004 | Tour préliminaire | 2027     | À venir           |       |          |

### Parcours en Championnat d'Afrique des nations de football
| Année | Position         |      | Année            | Position |                 | Année | Position |
| 2009  | 2e Tour          | 2016 | 1e Tour          | 2023     | Phase de groupe |       |          |
| 2011  | Demi-finale (3e) | 2018 | Demi-finale (3e) | 2025     | Qualifié        |       |          |
| 2014  | Non qualifié     | 2021 | 2e Tour          |          |                 |       |          |
|       |                  |      |                  |          |                 |       |          |

## Liste des sélectionneurs du Soudan
- Jozsef Hada (1957-1959)
- Lozan Kotsev (1963)
- Mohammed Hassan Kheiri (1969) (1970-1972)
- Jiri Starosta (1970)
- Abd Al Fattah Hamed (1970)(1972)
- Ivan Yanko (1974-1976)
- Ibrahim Kabair (1976-1978)
- Burkhard Ziese (1978-1980)
- Zoran Đorđević (2000)
- Ahmed Babiker (2001-2002)
- Wojciech Lazarek (2002–2004)
- Mohamed Abdallah (2005-2008) (2010–2015) (2016)
- Stephen Constantine (2009-2010)
- Hamdan Hamed (2016)
- Zdravko Logarušić (2017-déc. 2019)
- Hubert Velud (jan. 2020-déc. 2021)
- Burhan Tiya (déc. 2021-???)
- Badou Zaki (???-???)
- James Kwesi Appiah (depuis sep. 2023)[5]